# Drapeau de Saint-Eustache
Le drapeau de Saint-Eustache (en néerlandais : vlag van Sint Eustatius) est un drapeau adopté le 29 juillet 2004 et entré en usage le 16 novembre 2004 (Statia Day).

## Description
Le drapeau est divisé en quatre faces à cinq côtés bleu avec une bordure rouge. Au centre il y a un losange blanc contenant les silhouettes vertes de l'île et du volcan Quill et une étoile jaune.